# Nørre Snede
Nørre Snede es un pueblo danés incluido dentro del municipio de Ikast-Brande, en la región de Jutlandia Central.

## Geografía
Nørre Snede se sitúa en la parte central de la península de Jutlandia. Las localidades vecinas son las siguientes:
| Noroeste: Ejstrupholm | Norte: Hampen            | Noreste: Bryrup   |
| Oeste: Karup          |                          | Este: Klovborg    |
| Suroeste: Engesvang   | Sur: Kollemorten y Vonge | Sureste: Klovborg |

Su territorio está caracterizado por la presencia de suaves colinas. Está dedicado principalmente a la agricultura con presencia de pequeñas parcelas forestales entre los campos de cultivo. Tiene dos bosques importantes: Nevegård Skov situado al sur y que llega hasta el casco urbano, así como Palsgård Skov localizado al norte. Entre este último y el citado casco urbano existen una serie de pequeñas lagunas. Al sur, dentro del bosque Nevegård Skov, se encuentra el lago Rørbæk.

## Comunicaciones

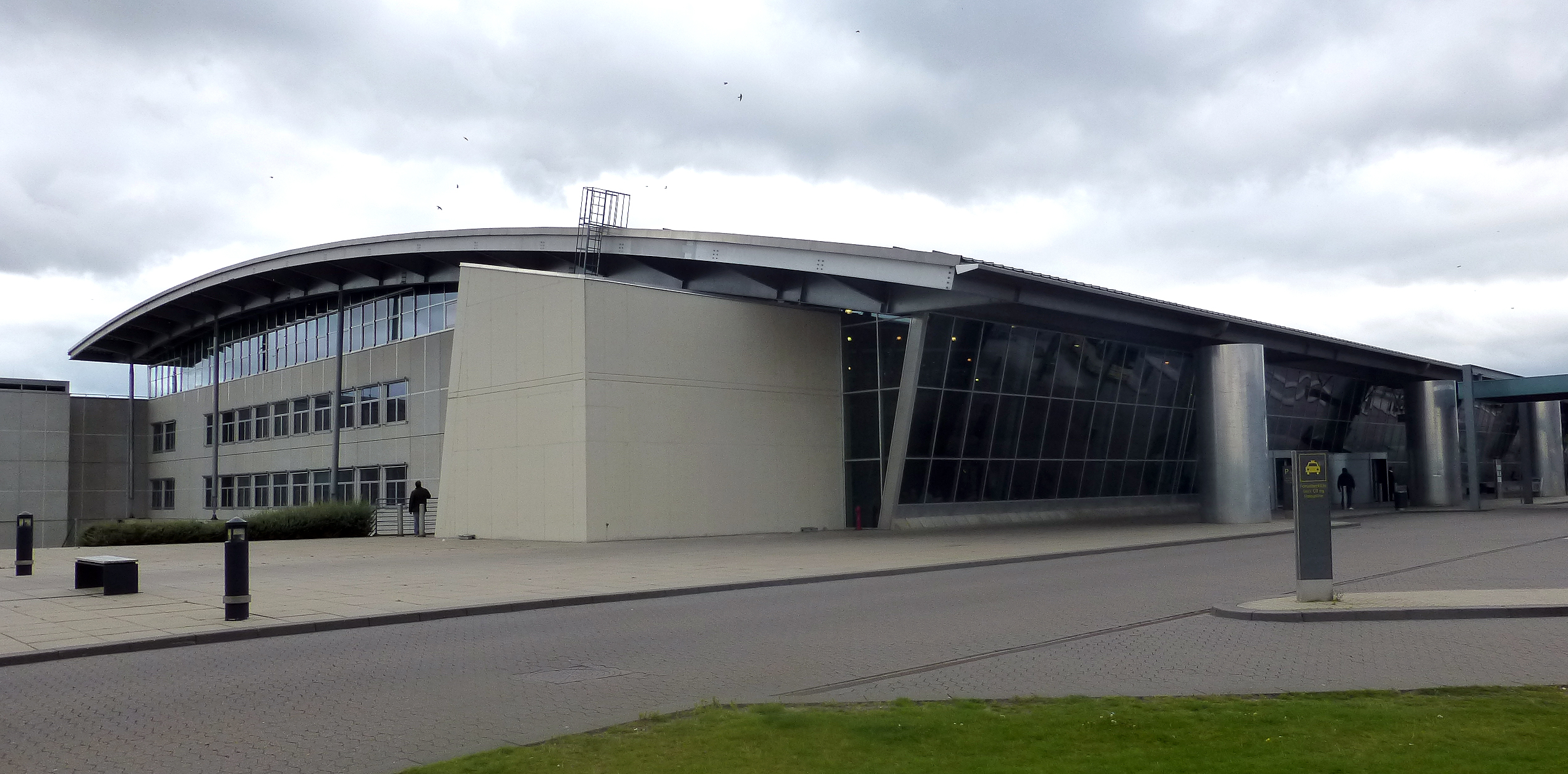
El aeropuerto de Billund es el más cercano a la localidad.

Por Nørre Snede no pasa ninguna autopista (motorvej). Su área la atraviesa la carretera nacional (motortrafikvej) n.º 13 que conecta Viborg con Ølholm y que discurre junto al casco urbano. Desde él, parten las carreteras regionales (landevej) n.º 411 hacia el este y 453 hacia el norte. Varias carreteras locales permiten conectar la localidad con las vecinas.
En la población tenían parada en 2017 las siguientes líneas de autobús:
| Líneas de autobuses en Nørre Snede (2017) |                                                    |
| Número                                    | Recorrido                                          |
| 926X                                      | Viborg – Thorning – Nørre Snede – Tørring – Vejle  |
| 116                                       | Horsens – Nørre Snede – Herning                    |
| 215                                       | Vejle – Nørre Snede – Silkeborg                    |
| 509                                       | Ejstrupholm – Nørre Snede – Tørring                |
| 191                                       | Brande – Ejstrupholm – Nørre Snede                 |
| 182                                       | Ikast – Gludsted – Hampen – Nørre Snede – Klovborg |

No cuenta con conexión ferroviaria. Las estaciones de tren más cercanas se encuentran a 14 km en Thyregod y a 18 km en Brande.
Los aeropuertos más cercanos son los de Billund (37 km); Karup (54 km) y Aarhus (105 km).

## Demografía
| Población de Nørre Snede entre 2010 y 2017 |
|                                            |
| Fuente: Statistics Denmark.                |

A 1 de enero de 2017 vivían en la localidad 1848 personas de las que 937 son hombres y 911 mujeres. Nørre Snede está integrado dentro del municipio de Ikast-Brande y supone el 5% del total de su población. La densidad de población en este municipio era de 56 hab/km² muy inferior a la del total de Dinamarca que se sitúa en 133 hab/km².

## Economía
Además del sector primario representado por una agricultura dedicada mayoritariamente al cereal y por una ganadería estabulada, existe un sector secundario con una importante fábrica de galletas danesas; una empresa de albañilería; una fábrica de elementos de hormigón; un fabricante de maquinaria;  otro de contenedores de plástico así como varios pequeños talleres. De hecho, en la localidad existe un pequeño polígono industrial situado al oeste del casco urbano.
Dentro del sector terciario o de servicios se encuentra una empresa de autobuses; dos supermercados; varios tipos de comercios; una peluquería; un concesionario de automóviles así como una gasolinera.

## Educación, deportes y sanidad
En la localidad existe una farmacia así como una pequeña clínica. También hay una empresa privada de ambulancias.
La población cuenta con una escuela donde trabajan 50 personas y a la que acuden 350 alumnos. En el ámbito deportivo dispone de unas instalaciones multiusos donde se puede practicar bádminton, balomano y voleibol.

## Turismo

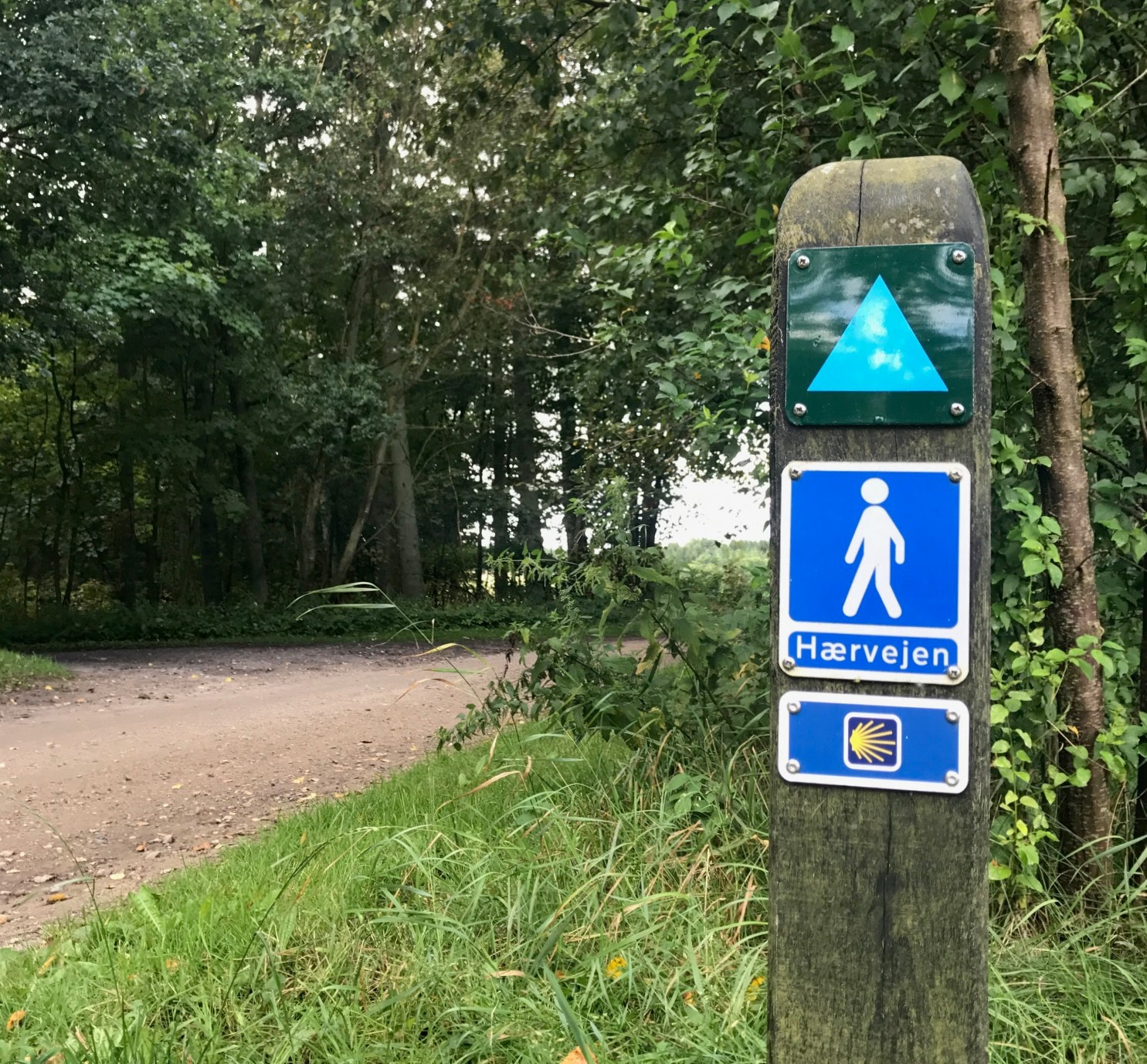
Poste señalizador de la ruta Haervejen y de Camino de Santiago junto a Nørre Snede.

La oferta turística del municipio está centrada en su entorno natural, en especial el del lago Rørbæk en el que se puede navegar en barca, pescar o hacer senderismo a su alrededor. La localidad es también punto de paso de la ruta de senderismo y peregrinación  denominada Hærvejen que discurre entre Hirtshals/Frederikshavn y Padborg. Esta, además, es uno de los Caminos de Santiago que provienen del ámbito nórdico. Para alojar a quienes recorren este camino existe un albergue en el campo junto a la ruta. El establecimiento se levanta dentro de un paraje con pequeñas lagunas situado al norte del casco urbano.